# 1676 Kariba
1676 Kariba este un asteroid din centura principală, descoperit pe 15 iunie 1939, de Cyril Jackson.